# Terell Stafford

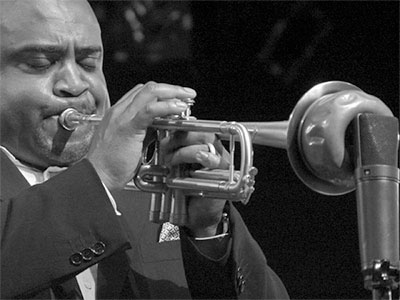
Terell Stafford (Aarhus 2012)

Terell Lamark Stafford (* 25. November 1966 in Miami) ist ein US-amerikanischer Jazztrompeter.

## Leben und Wirken
Stafford wuchs in Chicago und Silver Spring auf und spielte ab dem Alter von dreizehn Jahren Trompete. Zum Jazz kam er relativ spät und studierte zunächst klassisch an der University of Maryland (Bachelor-Abschluss 1988), wo er allerdings schon in der schuleigenen Jazzband spielte. Er setzte seine Studien an der Rutgers University fort (nun speziell auf Jazz ausgerichtet, Master-Abschluss 1993) und spielte nebenbei im Quintett „Horizon“ von Bobby Watson und Victor Lewis, bei denen er insgesamt sieben Jahre war, unter anderem auf dem Montreux Jazz Festival, auf dem North Sea Jazz Festival und in der Tonight Show von Jay Leno. Danach spielte er mit der Latin All-Star Band von McCoy Tyner (mit Steve Turré und Dave Valentin) und dessen Sextett, den Bands von Kenny Barron (der einer seiner Lehrer an der Rutgers University war), Benny Golson, Frank Wess, der Bigband von Jimmy Heath, und dem Jon Faddis Orchestra. Sein Debütalbum „Time to let go“ erschien 1995 bei Candid (mit dem befreundeten Saxophonisten Tim Warfield), dem bis 2007 vier weitere folgten: „Centripetal Force“ 1996, „Fields of Gold“ 2000, „New Beginnings“ 2003 unter anderem mit Mulgrew Miller, „Taking Chances“ 2007 bei Max Jazz und 2011 This Side of Strayhorn. 2015 legte er das Tributalbum Brotherlee Love: Celebrating Lee Morgan (Capri) vor; beteiligte Musiker waren Tim Warfield, Bruce Barth, Peter Washington und Dana Hall.
Als Sideman ist er auf zahlreichen Alben zu hören, unter anderem von Melissa Walker, seiner Ehefrau, oder von Diana Krall. Er spielte mit Cedar Walton, Alvin Queen, Herbie Mann, den Clayton Brothers und Christian McBride. Er ist zurzeit Mitglied des Vanguard Jazz Orchestra (das aus dem Thad Jones/Mel Lewis Orchestra hervorging), das regelmäßig im Village Vanguard in New York spielt. Er spielt auch regelmäßig in Matt Wilsons „Arts and Crafts“ und tourt mit eigener Band.

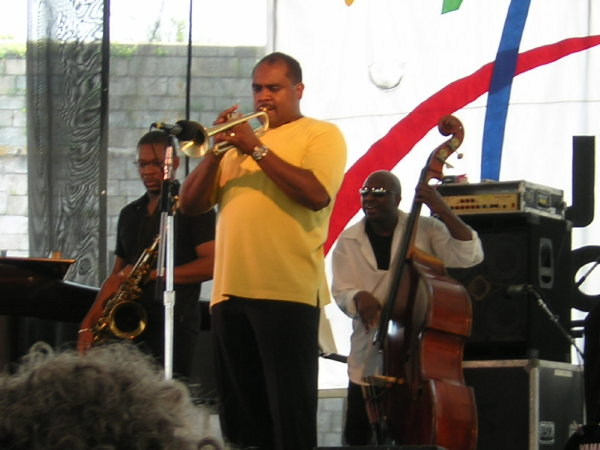
Terell Stafford (Mitte) mit Ravi Coltrane (links) und Charnett Moffett (rechts) beim Newport Jazz Festival 2005

Stafford ist Musikprofessor und Leiter des Jazzstudienganges an der Temple University in Philadelphia. Nach Staffords eigenen Worten erhielt er den Anstoß zu Lehren von Bill Cosby, in einer von dessen TV Shows er regelmäßig als Begleitmusiker auftrat und der an der Temple University studiert hatte. Stafford unterrichtet daneben im Sommer an wechselnden Jazz-Kliniken und unterrichtete im Juilliard School Jazz Program. 2021 legte Stafford mit der Temple University Jazz Band das Album Without You, No Me (BCM&D Records) vor.  Zu hören ist er u. a. auf Samara Joys Grammy-nominiertem Album Linger Awhile (2022); unter eigenem Namen legte er 2023 das Album Between Two Worlds vor.